# Reader
Reader (engelsk: "læser") er en højere akademisk stilling ved universiteter i Storbritannien, samt visse universiteter i Australien og New Zealand. Stillingen er placeret mellem Professor og Senior Lecturer.
I Storbritannien vil man efter en afleveret ph.d. typisk blive ansat som research associate eller associate lecturer. Det næste trin på karrierestigen vil være lecturer, fulgt af senior lecturer, dernæst reader og endelig professor.
| Job | Spire Denne artikel om et job eller en stillingsbetegnelse er en spire som bør udbygges. Du er velkommen til at hjælpe Wikipedia ved at udvide den. |